# Ralph Trenewith (MP)
Ralph Trenewith (falecido em 1427), de Fentongollan em St Michael Penkivel e Trenowth em St. Probus, Cornwall, foi um membro do parlamento inglês em 1395 por Liskeard.